# MRPL46
MRPL46 (англ. Mitochondrial ribosomal protein L46) – білок, який кодується однойменним геном, розташованим у людей на 15-й хромосомі. Довжина поліпептидного ланцюга білка становить 279 амінокислот, а молекулярна маса — 31 705.
| 10         |  | 20         |  | 30         |  | 40         |  | 50         |
| ---------- |  | ---------- |  | ---------- |  | ---------- |  | ---------- |
| MAAPVRRTLL |  | GVAGGWRRFE |  | RLWAGSLSSR |  | SLALAAAPSS |  | NGSPWRLLGA |
| LCLQRPPVVS |  | KPLTPLQEEM |  | ASLLQQIEIE |  | RSLYSDHELR |  | ALDENQRLAK |
| KKADLHDEED |  | EQDILLAQDL |  | EDMWEQKFLQ |  | FKLGARITEA |  | DEKNDRTSLN |
| RKLDRNLVLL |  | VREKFGDQDV |  | WILPQAEWQP |  | GETLRGTAER |  | TLATLSENNM |
| EAKFLGNAPC |  | GHYTFKFPQA |  | MRTESNLGAK |  | VFFFKALLLT |  | GDFSQAGNKG |
| HHVWVTKDEL |  | GDYLKPKYLA |  | QVRRFVSDL  |  |            |  |            |

A: Аланін

C: Цистеїн

D: Аспарагінова кислота

E: Глутамінова кислота

F: Фенілаланін

G: Гліцин

H: Гістидин

I: Ізолейцин

K: Лізин

L: Лейцин

M: Метіонін

N: Аспарагін

P: Пролін

Q: Глутамін

R: Аргінін

S: Серин

T: Треонін

V: Валін

W: Триптофан

Кодований геном білок за функціями належить до рибонуклеопротеїнів, рибосомних білків. 
Задіяний у такому біологічному процесі, як ацетилювання. 
Локалізований у мітохондрії.